# گروس شتیتن
گروس شتیتن (به آلمانی: Groß Stieten) یک شهر در آلمان است که در نوردوست‌مکلنبورگ واقع شده‌است. گروس شتیتن ۶۵۰ نفر جمعیت دارد.